# Veronica Ferres
Veronica Maria Cäcilia Ferres (ur. 10 czerwca 1965 w Solingen) – niemiecka aktorka.

## Wybrana filmografia

### Filmy fabularne
- 1995: Katarzyna Wielka (Catherine the Great) jako Woronzowa
- 2006: Klimt jako Emilie Flöge
- 2010: Błękitny ognik (Das Blaue Licht, TV) jako wiedźma
- 2013: Paganini: Uczeń diabła (Paganini: The Devil’s Violinist) jako Elizabeth Wells

### Seriale TV
- 1985: Tatort – Schicki-Micki jako gość na uroczystości
- 1989: Tatort: Blutspur jako Helma
- 1993: Tatort: Alles Palermo jako Maria Zell
- 1994: Komisarz Rex (Kommissar Rex) jako Gerda Felsner
- 1994: Tatort:… und die Musi spielt dazu jako Nele Hinrich
- 2000: Nędznicy (Les misérables) jako Pani Thénadier